# Triptognathus rufobasalis
Triptognathus rufobasalis är en stekelart som först beskrevs av Otto Schmiedeknecht 1930.
Triptognathus rufobasalis ingår i släktet Triptognathus och familjen brokparasitsteklar. Inga underarter finns listade i Catalogue of Life.